# 福岡工業大学ラグビー部
福岡工業大学ラグビー部（ふくおかこうぎょうだいがくらぐびーぶ、Fukuoka Institute of Technology Univ Rugby Football Club）は九州学生ラグビーフットボールリーグ（以下：九州学生ラグビーリーグ）に所属する福岡工業大学のラグビー部。略称は福工（ふっこう）、福工大（ふっこうだい）。

## 概要
1965年に創部され、2019年度までに全国大学ラグビーフットボール選手権大会（以下：全国大学選手権）には26回の出場を誇る。1967年度の全国大学選手権では関西大学から勝利を挙げ、これが2009年度現在までにおける九州代表の、唯一の全国大学選手権における勝ち星となっている。
永らく福岡大学と共に九州学生ラグビーリーグを牽引する存在であったが、近年は全国大学選手権出場からやや遠ざかっていた。
復調著しかった2011年にはライバル福大を破り九州一となる。続く同11年の全国大学選手権では帝京大学に6 - 96という大差で敗れた。翌2012年、またも福岡大を40 - 38の僅差で破り九州学生リーグ戦を2連覇。以降、2024年現在まで福岡大や九州共立大学などとリーグ戦で優勝を争う構図にある。

## タイトル
- 全国大学ラグビーフットボール選手権大会 : 0回　（出場28回）
- 全国地区対抗大学ラグビーフットボール大会 : 0回　（出場1回）

## 主な在籍選手
- 時任凛空（主将、CTB / 加治木工業高校）
- 下村慎（副主将、PR / 熊本西高校）
- 山口健太郎（WTB・FB / 佐賀工業高校）

## 主な卒業生
- 沖土居稔 - ラグビー、サントリー　日本代表　学生日本代表　九州代表
- 冨岡鉄平 - ラグビー、東芝ブレイブルーパス180cm 95kg　日本選抜　日本Ａ代表
- 川口大 - ラグビー、三洋電機ワイルドナイツ 188cm 90kg　関西代表
- 河野悠輝 - ラグビー、三洋電機ワイルドナイツ183cm 112kg　九州代表
- 末藤雅宣 - ラグビー、九州電力キューデンヴォルテクス 183cm 97kg　関西代表
- 古賀龍二 - ラグビー、宗像サニックスブルース 178cm 82kg　九州代表
- 秋田太朗 - ラグビー、宗像サニックスブルース 190cm98kg　九州代表
- 香月武 - ラグビー、コカ・コーラウエストレッドスパークス 170cm 78kg　九州代表
- 原留大祐 - ラグビー、コカ・コーラウエストレッドスパークス 180cm 85kg　九州代表
- 池田圭治 - ラグビー、九州電力キューデンヴォルテクス 180cm 115kg
- 山下和人 - ラグビー、九州電力キューデンヴォルテクス 195cm 95kg
- 梶川喬介 - ラグビー、東芝ブレイブルーパス　190cm 98kg
- 南里新 - ラグビー、コカ・コーラレッドスパークス 171cm 78kg
- 下川兼典 - ラグビー、男子セブンズデベロップメントスコッド、男子セブンズユース/シニアアカデミー コーチ
- 中島進護 - ラグビー、浦安D-Rocks 187cm 100kg　7人制日本代表
- 河嶋凜太郎 - ラグビー、中国電力レッドレグリオンズ 160cm 65kg
- 平山真也 - ラグビー、中国電力レッドレグリオンズ 177cm 92kg
- ソセフォ・ファカタヴァ - ラグビー、コベルコ神戸スティーラーズ 186cm 118kg　7人制日本代表
- シオエリ・ヴァカラヒ - ラグビー、横浜キヤノンイーグルス 178cm 110kg
- 矢次竜介 - ラグビー、安川電機BLUE BLAZE 173cm 80kg　7人制日本代表
- 鍋島秀源 - ラグビー、浦安D-Rocks 176cm 115kg
- ハラホロ・トコラヒ - ラグビー、浦安D-Rocks 178cm 115kg
- 井上柊人 - ラグビー、ルリーロ福岡 173cm 80kg
- 上畑大吾 - ラグビー、ルリーロ福岡 177cm 81kg

## 所在地
福岡県福岡市東区和白東3-30-1